# Bracon alutaceus
Bracon alutaceus är en stekelart som beskrevs av Szepligeti 1901. Bracon alutaceus ingår i släktet Bracon och familjen bracksteklar. Inga underarter finns listade.